# Helga Krause
Pour les articles homonymes, voir Krause.
Helga Krause (née le 1er septembre 1935 à Dresde, Troisième Reich et morte le 17 janvier 1989 à Teltow, République démocratique allemande) était une monteuse est-allemande.

## Biographie
Elle commença à travailler pour la DEFA EN 1963.

## Filmographie
- 1964 : Le Ciel partagé (Der Geteilte Himmel) de Konrad Wolf
- 1965/1990 : C'est moi le lapin (Das Kaninchen bin ich) de Kurt Maetzig
- 1965/1990 : Denk bloß nicht, ich heule de Frank Vogel
- 1968 : Spur des Falken de Gottfried Kolditz
- 1973/1990 : Die Taube auf dem Dach de Iris Gusner
- 1979 : Blauvogel de Ulrich Weiß